# Sarah Smith
Sarah Smith es una directora, escritora, guionista inglesa. Es la directora de la película Arthur Christmas de Sony Pictures Animation.

## Carrera
En marzo de 2006, se unió a Aardman como jefe de desarrollo de películas. Ese mismo año fue ascendida a directora creativa, con la responsabilidad artística del desarrollo y producción de borradores para el estudio, estando al frente de lanzamientos como Pirates!, Band of Misfits y Arthur Christmas: Operación Regalo, desde su inicio hasta su finalización. Tras haber desarrollado la historia y posteriormente coescrito el guion junto a su colaborador y compañero Peter Baynham, se vio en la obligación de llevar la película a la pantalla como directora.
Smith tiene grandes credenciales a la hora de escribir, dirigir y producir para la comedia británica. Tras sus primeros encargos para el teatro, se unió a la BBC Radio Entertainment, donde produjo y dirigió un amplio abanico de shows humorísticos tanto clásicos como originales. De allí se trasladó a la BBC Television, pasando más de diez años en la concepción, dirección, producción y escribiendo guiones de diferentes programas, como el sketch de la comedia de culto, "Fist of Fun"; la tópica sátira "The Friday Night Armistice", con Armando Iannucci; la comedia de Malcom Bradbury, "In the Red"; y la premiada comedia "The League of Gentlemen". Su trabajo la hizo ganar premios por parte de la industria como un BAFTA, un Royal Television Society Awards, un Sony Awards for Radio y el Golden Rose de Montreux.
Dejó la BBC para trabajar de forma independiente y centrarse en la dirección y la realización de diálogos de exitosos programas como la comedia "Nighty Night" de Julia Davis, "El Show de Armando Iannucci", "Dead Man Weds" de Johny Vegas, los dramas cómicos "Thin Ice", "Adrian Mole: The Cappuccino Years" de Sue Townsend y "Brass Eye" de Christopher Morris.
También pasó un periodo en Nueva York como productora ejecutiva supervisando dos series del oscarizo Michael Moore, para la televisión británica y americana.
La animación se cruzó por primera vez en su carrera cuando escribió dos episodios para la serie "Bob and Margaret" (con Peter Bayhman como presentador del show) y en 2005, colaboró de nuevo con Baynham, conocido por sus trabajos, Borat y "I Am Alan Patridge", para crear y coescribir la premiada sitcom animada para la BBC2, "I Am Not an Animal", protagonizada por Steve Coogan y Simon Pegg.
Smith estudió en la Universidad de Oxford, donde fue presidenta de The Oxford Review.